# Scholastique Mukasonga

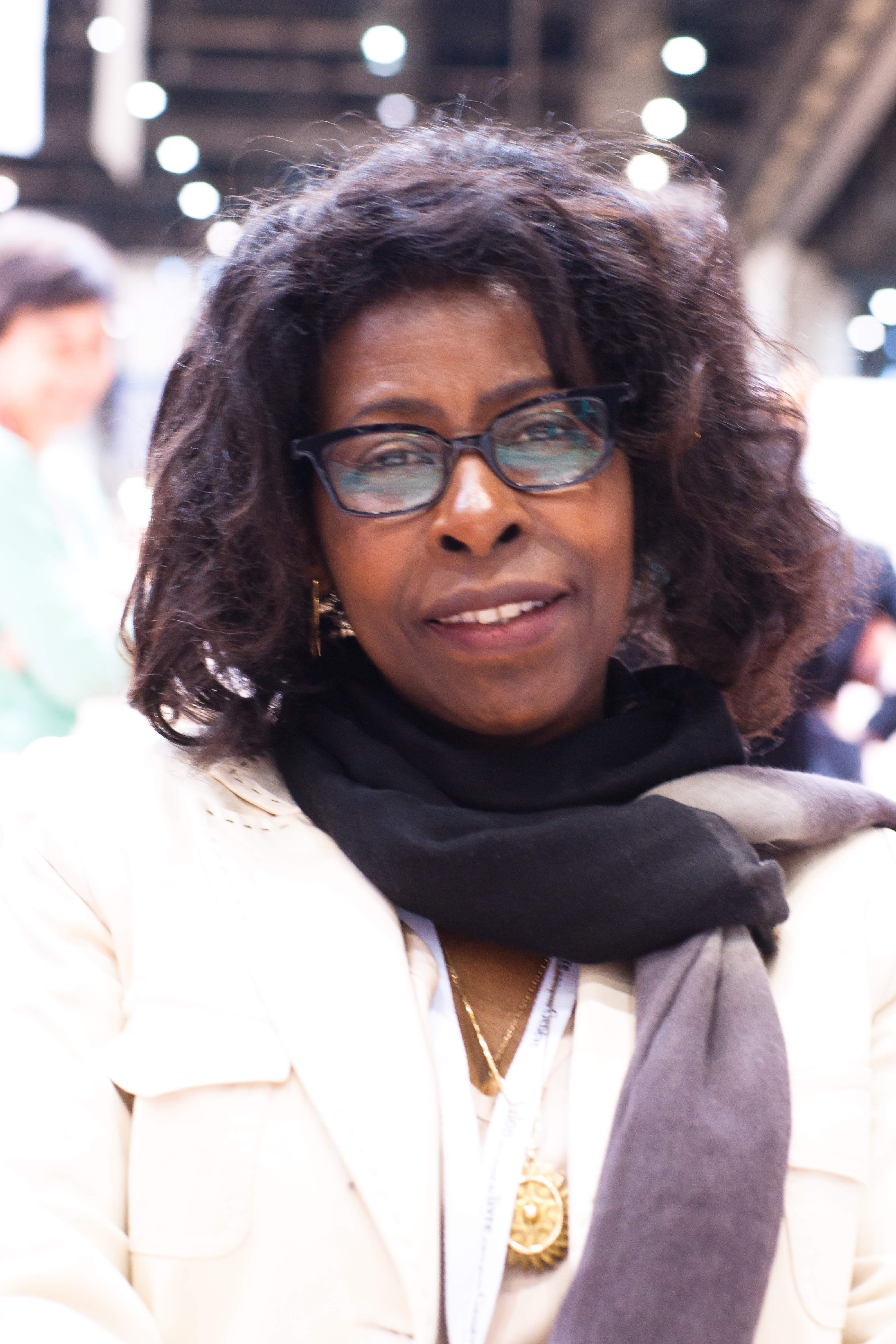
Scholastique Mukasonga 2012

Scholastique Mukasonga (* 1956 in Ruanda, Südprovinz) ist eine ruandische Schriftstellerin.

## Leben
Mukasonga wurde 1956 in der damaligen Präfektur Gikongoro in eine Tutsifamilie geboren. Sie musste schon in ihrer Kindheit die Gewalt und Demütigungen des ethnischen Konflikts in Ruanda erfahren. 1960 wurde ihre Familie mit anderen Tutsi nach Nyamata deportiert. Bevor sie 1973 nach Burundi ins Exil vertrieben wurde, ging sie ins Lycée Notre-Dame de Citeaux in Kigali, wo sie im Rahmen der Quote von 10 % für Tutsi aufgenommen wurde, und in eine Schule für Sozialarbeit in Kigali. Ihre Erlebnisse im Lycée spiegeln sich im Buch Die Heilige Jungfrau vom Nil. In Burundi schloss Mukasonga ihre Ausbildung zur Sozialarbeiterin ab und arbeitete dann für die UNICEF und die Weltbank. Sie heiratete einen Franzosen, ging mit ihm nach Dschibuti und 1992 nach Frankreich. Ihre Zeit in Burundi, Dschibuti und den Beginn ihres Lebens in Frankreich schildert sie in dem autobiographischen Roman Un si beau diplôme! Sie lebt heute mit ihrer Familie in der Normandie. Ein Großteil ihrer Familie fiel 1994 dem Völkermord in Ruanda zum Opfer.
Ihr Buch Die Heilige Jungfrau vom Nil wurde 2019 als Our Lady of the Nile verfilmt.

## Ehrungen (Auswahl)
- 2012 Prix Renaudot für den Roman Notre-Dame du Nil
- 2016 Shortlist des International DUBLIN Literary Award mit Our Lady of the Nile
- 2021 Simone-de-Beauvoir-Preis

## Werke (Auswahl)
Romane
- Inyenzi ou les Cafards (Continents Noirs). Gallimard, Paris 2006, ISBN 978-2-07-077725-9.
- La Femme aux pieds nus (Continents Noirs). Gallimard, Paris 2008, ISBN 978-2-07-011983-7.
- Notre-Dame du Nil (Continents Noirs). Gallimard, Paris 2012, ISBN 978-2-07-013342-0.
  - deutsch: Die Heilige Jungfrau vom Nil. Verlag Das Wunderhorn, Heidelberg 2014, ISBN 978-3-88423-469-3 (übersetzt von Andreas Jandl).
- Cœur tambour (Collection Blanche). Gallimard, Paris 2016, ISBN 978-2-07-014981-0.
- Un si beau diplôme! (Collection Blanche). Gallimard, Paris 2018, ISBN 978-2-07-2886041.
- Kibogo est monté au ciel (Collection Blanche). Gallimard, Paris 2020, ISBN 978-2-07-2781599.
  - deutsch: Kibogos Himmelfahrt. Claassen, Berlin 2024, ISBN 978-3546100885 (übersetzt von Jan Schönherr).

Novellen
- L'Iguifou. Nouvelles rwandaises (Continents Noirs). Gallimard, Paris 2010, ISBN 978-2-07-012791-7.[2]
- Ce que murmurent les collines (Continents Noirs). Gallimard, Paris 2014, ISBN 978-2-07-014538-6.[3]